# Buch (cráter)

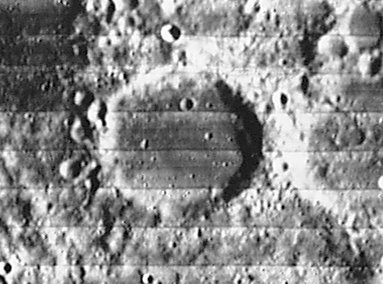
Fotografía de la misión Lunar Orbiter 4

Buch es un antiguo y desgastado cráter de impacto que se encuentra en las escarpadas tierras altas del sur de la Luna, al noreste del gran cráter Maurolycus, y con el cráter Büsching de tamaño comparable próximo al borde noreste.
El borde del cráter es ligeramente alargado en dirección noreste, con una depresión en forma ovalada en la superficie. El borde ha sido erosionado por muchos impactos menores, redondeándolo y desgastándolo, quedando solamente una depresión baja en el suelo. Dentro del cráter el suelo es relativamente plano y sin rasgos distintivos, sin pico central en el punto medio. Solo hay un pequeño cráter cerca del borde en el lado noroeste.
|  |
|  |

Se ha observado (por Eugene Shoemaker y otros) que el cráter satélite Buch B es inusual, ya que posee un halo oscuro de material alrededor del borde y parecen haberse formado algunos rayos oscuros. Inicialmente se especuló que podría ser de naturaleza volcánica, pero más tarde se demostró que era un típico cráter de impacto que se formó sobre un embolsamiento de material más oscuro.

## Cráteres satélite
Por convención estos elementos son identificados en los mapas lunares poniendo la letra en el lado del punto medio del cráter que está más cerca de Buch.

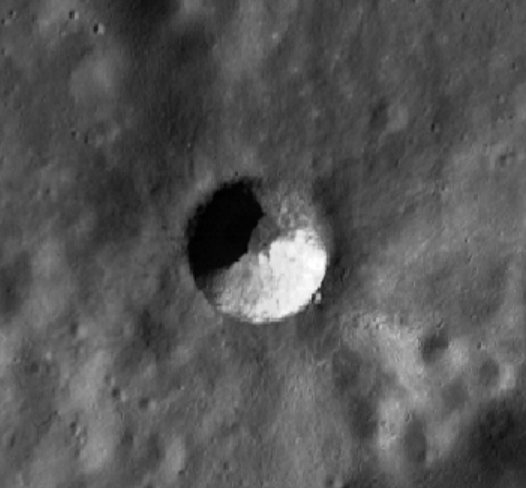
Cráter satélite Buch B

|      | \| Buch \| Coordenadas \| Diámetro \| \| ---- \| ----------------------------- \| -------- \| \| A \| 41°00′S 17°36′E / -41.0, 17.6 \| 19 km \| \| B \| 37°48′S 17°00′E / -37.8, 17.0 \| 6 km \| \| C \| 37°18′S 17°12′E / -37.3, 17.2 \| 28 km \| \| D \| 39°36′S 16°30′E / -39.6, 16.5 \| 7 km \| \| E \| 39°00′S 16°30′E / -39.0, 16.5 \| 6 km \| |          |
| Buch | Coordenadas | Diámetro |
| A    | 41°00′S 17°36′E / -41.0, 17.6 | 19 km    |
| B    | 37°48′S 17°00′E / -37.8, 17.0 | 6 km     |
| C    | 37°18′S 17°12′E / -37.3, 17.2 | 28 km    |
| D    | 39°36′S 16°30′E / -39.6, 16.5 | 7 km     |
| E    | 39°00′S 16°30′E / -39.0, 16.5 | 6 km     |